# Federaal Departement van Economische Zaken, Vorming en Onderzoek
Het Federaal Departement van Economische Zaken, Vorming en Onderzoek (Duits: Eidgenössische Departement für Wirtschaft, Bildung und Forschung (WBF), Frans: Département fédéral de l’économie, de la formation et de la recherche (DEFR), Italiaans: Dipartimento federale dell’economia, della formazione e della ricerca (DEFR)) is een van de zeven federale departementen in Zwitserland.
Het huidige hoofd van het Federaal Departement van Economische Zaken, Vorming en Onderzoek is Bondsraadlid Guy Parmelin.

## Benaming
Sinds de oprichting van het departement in 1848 kende het volgende benamingen:
| Periode    | Benaming                                                         |
| ---------- | ---------------------------------------------------------------- |
| 1848-1872  | Departement van Handel en Douane                                 |
| 1873-1878  | Departement van Spoorwegen en Handel                             |
| 1879-1887  | Departement van Handel en Landbouw                               |
| 1888-1895  | Departement van Industrie en Landbouw                            |
| 1896-1914  | Departement van Handel, Industrie en Landbouw                    |
| 1915-1978  | Departement van Economische Zaken                                |
| 1979-2013  | Federaal Departement van Economische Zaken                       |
| 2013-heden | Federaal Departement van Economische Zaken, Vorming en Onderzoek |

## Departementshoofden
De volgende leden van de Bondsraad waren hoofd van het Federaal Departement van Economische Zaken, Vorming en Onderzoek:
| Periode    | Hoofd                        |
| ---------- | ---------------------------- |
| 1848-1853  | Friedrich Frey-Herosé        |
| 1854       | Wilhelm Matthias Naeff       |
| 1855       | Martin Josef Munzinger       |
| 1855-1856  | Constant Fornerod            |
| 1857       | Melchior Josef Martin Knüsel |
| 1858       | Constant Fornerod            |
| 1859-1860  | Melchior Josef Martin Knüsel |
| 1861-1866  | Friedrich Frey-Herosé        |
| 1867-1873  | Wilhelm Matthias Naeff       |
| 1873-1874  | Johann Jakob Scherer         |
| 1875-1877  | Karl Schenk                  |
| 1878       | Joachim Heer                 |
| 1879-1880  | Numa Droz                    |
| 1881       | Antoine Louis John Ruchonnet |
| 1882-1886  | Numa Droz                    |
| 1887-1896  | Adolf Deucher                |
| 1897       | Adrien Lachenal              |
| 1898-1902  | Adolf Deucher                |
| 1903       | Ludwig Forrer                |
| 1904-1908  | Adolf Deucher                |
| 1909       | Josef Anton Schobinger       |
| 1910-1912  | Adolf Deucher                |
| 1912-1934  | Edmund Schulthess            |
| 1934-1940  | Hermann Obrecht              |
| 1940-1947  | Walter Stampfli              |
| 1948-1954  | Rodolphe Rubattel            |
| 1955-1959  | Thomas Holenstein            |
| 1960-1961  | Friedrich Traugott Wahlen    |
| 1961-1969  | Hans Schaffner               |
| 1970-1978  | Ernst Brugger                |
| 1978-1982  | Fritz Honegger               |
| 1983-1986  | Kurt Furgler                 |
| 1987-1998  | Jean-Pascal Delamuraz        |
| 1998-2002  | Pascal Couchepin             |
| 2003-2006  | Joseph Deiss                 |
| 2006-2010  | Doris Leuthard               |
| 2010-2018  | Johann Schneider-Ammann      |
| 2019-heden | Guy Parmelin                 |

Binnenlandse Zaken · Buitenlandse Zaken · Defensie, Volksverdediging en Sport · Economische Zaken, Vorming en Onderzoek · Financiën · Justitie en Politie · Milieu, Verkeer, Energie en Communicatie